# Bipes biporus
Espèce
Synonymes
- Euchirotes biporus Cope, 1894

Statut de conservation UICN

 LC  : Préoccupation mineure
Bipes biporus est une espèce d'amphisbènes de la famille des Bipedidae.

## Répartition
Cette espèce est endémique de Basse-Californie du Sud au Mexique.

## Description
Il possède, caractéristique du genre Bipes, des membres supérieurs, mais pas de membres inférieurs.
De couleur rose, il mesure entre 15 et 23 cm, et se nourrit d'insectes et de vers vivant dans la terre.
C'est un reptile ovipare, les femelles pondant de un à quatre œufs en juillet, à partir de l'âge de quatre mois. Elles déposent leurs œufs sous terre, et ceux-ci éclosent environ deux mois après la ponte.
Ce sont des fouisseurs qui vivent au sol ou sous terre, et qui sortent la nuit ou après de fortes pluies.

## Publication originale
- Cope, 1894 : On the genera and species of Euchirotidae. The American naturalist, vol. 28, p. 436-437 (texte intégral).